# Globularia stygia
Globularia stygia är en grobladsväxtart som beskrevs av Theodhoros Georgios Orphanides och Pierre Edmond Boissier. Globularia stygia ingår i släktet bergskrabbor, och familjen grobladsväxter. Inga underarter finns listade i Catalogue of Life.